# Lac Pungo
Pour les articles homonymes, voir Pungo.
Le lac Pungo (en anglais : Pungo Lake) est un lac américain dans les comtés de Hyde et Washington, en Caroline du Nord. Il est situé à 3 mètres d'altitude au sein du Pocosin Lakes National Wildlife Refuge.